# Hans Gebhard-Elsass
Hans Gebhard-Elsass, född 26 september 1882, död 4 oktober 1947, var en tysk tonsättare och musikpedagog.
Hans Gebhard-Elsass studerade komposition för Robert Kahn, blev 1913 pianolärare vid Jaques-Dalcrozeinstitut i Hellerau och flyttade 1918 till München. I anslutning till Émile Jaques-Dalcroze utarbetade Gebhard-Elsass en egen musikundervisningsmetod, "enhetlig musiklära", där gehörbildning, teori och improvisation utgjorde en enhet. Gebhard-Elsass komponerade kammarmusik, pianostycken, körer och solosånger.